# Intratentacular organ
Intertentacular organ (dosł. narząd międzyczułkowy) − narząd występujący u mszywiołów z gromady krężelnic.
Narząd ten ma postać niewielkiej, orzęsionej rurki. Zlokalizowany jest poniżej podstawowych części czułków lofoforu. Funkcją tego narządu jest wyprowadzanie zapłodnionych jaj na zewnątrz organizmu.